# ウルムチ語
ウルムチ語（ウルムチご、中: 烏魯木齊話、 英: Ürümqi）は、中国語の主要な言語の一つである官話の一方言である。主に新疆ウイグル自治区ウルムチ市とウルムチ県で話されている。